# Stanisław Ignacy Witkiewicz
Stanisław Ignacy Witkiewicz (24 de febrer de 1885, Varsòvia - 18 de setembre de 1939), també conegut pel monònim Witkacy, fou un escriptor, dramaturg, fotògraf, filòsof i pintor polonès.

## Biografia
Va néixer a Varsòvia el 1885 al si d'una petita família de nobles terratinents, fill de Stanisław Witkiewicz. Passà la seva infància i la seva adolescència a Zakopane, als Tatra, i va rebre un ensenyament molt liberal. El 1910 escrigué una llarga novel·la inèdita de la seva vida. Quatre anys més tard, la dona amb qui s'havia promès se suïcidà. Commocionat, se'n va amb Bronisław Malinowski a Nova Guinea. Després de la declaració de guerra, s'allista a l'exèrcit del tsar, aleshores gran part de Polònia es troba sota el domini rus. Torna de seguida al seu país i desenvolupa la seva teoria de la forma pura. Els seus contemporanis hi contesten amb força, i entre el 1918 i el 1926 escrigué més de trenta obres que mai no va poder ni editar ni representar, i també va pintar força quadres. Es va fer famós per les seves excentricitats, pel consum de peiot i pel seu caràcter. El 18 de setembre de 1939, se suïcidà tallant-se les venes de la gola en un camp al poble de Jezori a Polèsia, fugint de l'exèrcit soviètic que havia envaït la vella Polònia.
Als anys 50, tornà a ser conegut gràcies a les postes en escena de Tadeusz Kantor i a un llibre col·lectiu que li feren el 1957. Tota la seva obra teatral es publicà el 1962 a Polònia. "Avui és considerat no sols com la personalitat més xocant d'entreguerres polonès, sinó també com el primer que va mostrar a les lletres poloneses el camí de la modernitat", comenta Anna Fiałkiewicz-Saignes1.

## Obra

### Teatre
Com els avantguardistes de la seva època, Witkacy no va desitjar mai fer-se notar entre el gran públic. Fou fins i tot menystingut i ignorat en vida: només una desena de les seves obres (d'entre la vintena que va escriure) foren representades abans de la guerra. Les seves obres no tenien èxit, la crítica el fatigava, li retreia que escrivia obres absurdes i incomprensibles, que es complaïa en un sense sentit gratuït i es burlava del públic. Ell contraatacava amb articles polèmics que defensaven l'únic teatre possible que veien els seus ulls: el de la "forma pura". Només va tenir una certa notorietat en la Bohèmia polonesa, i s'escrivia llargament amb filòsofs polonesos, britànics i alemanys.
Tingué una forta influència en el teatre de Tadeusz Kantor.